# Jorge Sappia
Jorge Jerónimo Sappia (Provincia de Córdoba, 1941) también conocido como Tano es un abogado y político perteneciente a la Unión Cívica Radical. Fue Ministro de Trabajo de la Provincia de Córdoba, Secretario de Trabajo de la Nación. Fue Presidente de la Convención Nacional de la Unión Cívica Radical.

## Biografía
Sappia, abogado, egresado de la Universidad Nacional de Córdoba, es dirigente de la Línea Córdoba (angelocista) grupo interno de la Unión Cívica Radical, fue muy amigo de Ramón Mestre, el padre del actual intendente; tanto, que el diputado Diego Mestre es su ahijado de bautismo.

### Ministro de Trabajo de la provincia y viceministro de la Nación
En 1985 Eduardo Angeloz lo nombró Ministro de Trabajo de la provincia hasta el final del tercer mandato de Angeloz el 12 de julio de 1995.
En 1999, Fernando De la Rúa fue electo presidente y, Sappia, nombrado viceministro de Trabajo (Secretario de Trabajo de la Nación) cargo que tuvo hasta el final del gobierno de la Alianza (1999-2001).

### Presidente de la Convención Nacional
El 3 de abril de 2017, Sappia fue elegido presidente de la Convención Nacional de la Unión Cívica Radical para un periodo de cuatro años remplazando a Lilia Puig de Stubrin. A pesar de que el radicalismo pertenece a la coalición Cambiemos, Sappia se ha mostrado en varias ocasiones en contra de las políticas del gobierno de la coalición. Ha pedido que la UCR rompa con Cambiemos. En la Convención del 27 de mayo de 2019, continuó mostrándose crítico con la coalición oficialista y con la decisión tomada por dicha instancia.
En la Convención del 27 de mayo de 2022 en La Plata, lo remplaza Gastón Manes hermano del Neurocientifico y diputado Facundo Manes.